# Tommy Thomson
Earl John « Tommy » Thomson, né le 15 février 1895 en Saskatchewan et mort le 19 avril 1971  à Oceanside, est un athlète canadien.

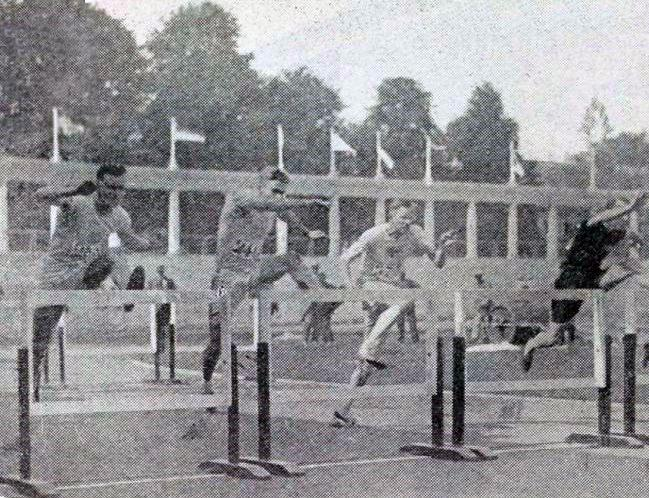
La finale du 110 mètres haies aux Jeux olympiques de 1920 à Anvers.

## Jeux olympiques
- Jeux olympiques d'été de 1920 à Anvers (Belgique)
  -  Médaille d'or sur 110 mètres haies.